# Kościół Wszystkich Świętych i Świętej Trójcy w Loughborough
Kościół Wszystkich Świętych i Świętej Trójcy (ang. All Saints with Holy Trinity), znany powszechnie jako kościół Wszystkich Świętych (ang. All Saints Church) – gotycka świątynia anglikańska znajdująca się w angielskim mieście Loughborough. Zabytek klasy I.

## Historia
Pierwsza wzmianka o świątyni pochodzi z około 1330 roku, lecz możliwe, że wcześniej w tym miejscu stał kościół wzniesiony przez Sasów lub Normanów. Korpus nawowy i prezbiterium obecne rozmiary osiągnęło w XIV wieku, a clerestorium i wieża pochodzą z przełomu XV i XVI wieku. W latach 1859–1862  budynek poddano renowacji wg. projektu sira George’a Gilberta Scotta, m.in. wymieniono ławki, usunięto starą ambonę, a nagrobki w posadzce przeniesiono na pobliski cmentarz. W latach 1873–1874 dobudowano zakrystię, a w dwudziestoleciu międzywojennym podwyższono posadzkę w prezbiterium. Budynek został odrestaurowany w latach 1992-2001.

## Architektura
Świątynia gotycka, trójnawowa, o układzie bazylikowym. Od zachodu dostawiona jest wieża z dziesięcioma dzwonami, wykonanymi w miejscowej ludwisarni Johna Taylora. Kruchta pod wieżą pełni funkcję kaplicy upamiętniającej rodzinę Taylorów, w tym czwórki braci, którzy stracili życie podczas I wojny światowej. Witraże pochodzą z lat 1862-1930. Na zachód od kościoła znajduje się pozostałości budynku, który od XIII wieku do 1958 roku pełnił funkcję plebanii, obecnie mieści się w nich niewielkie muzeum. 

## Galeria

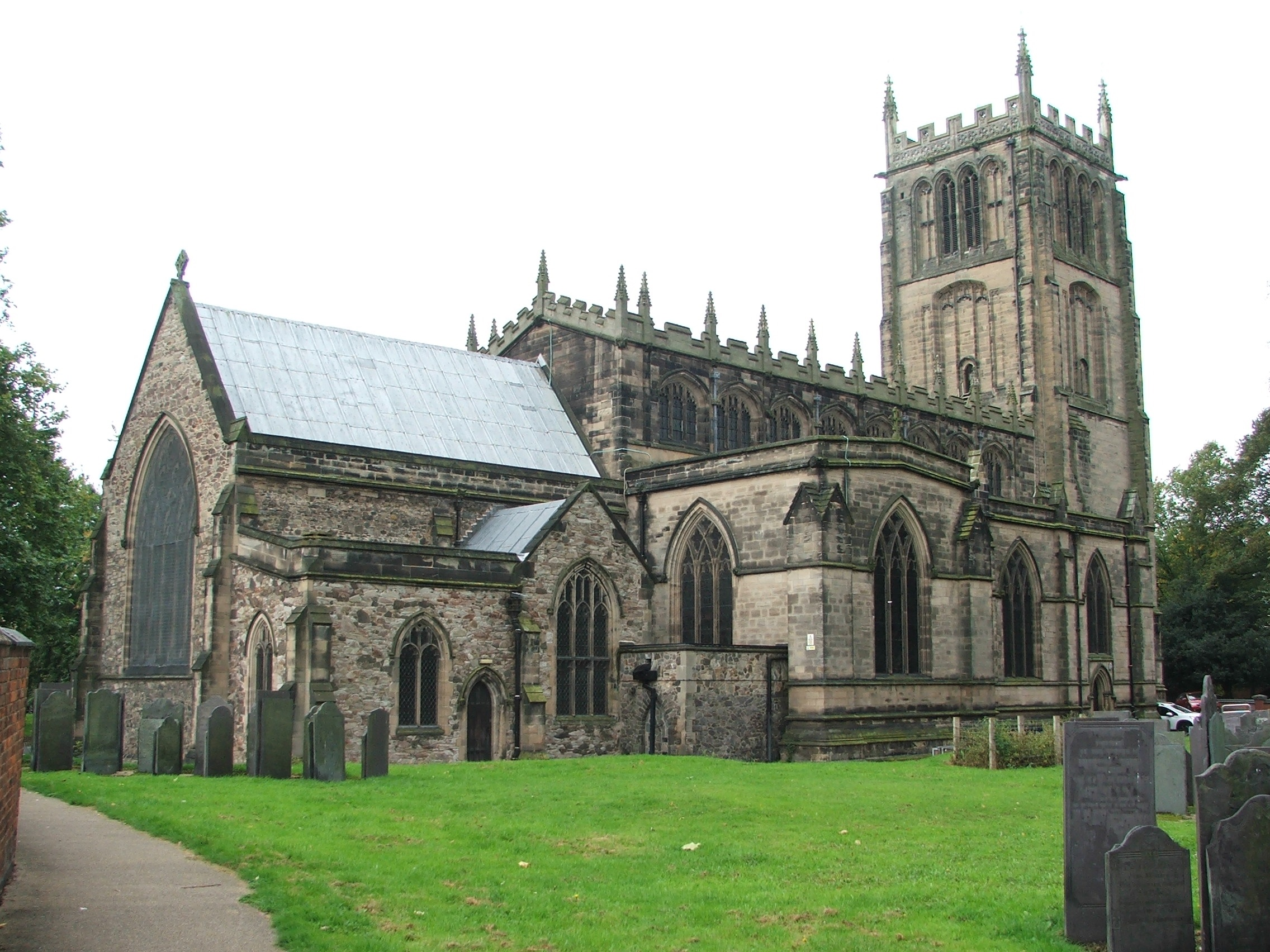
Widok z północnego wschodu
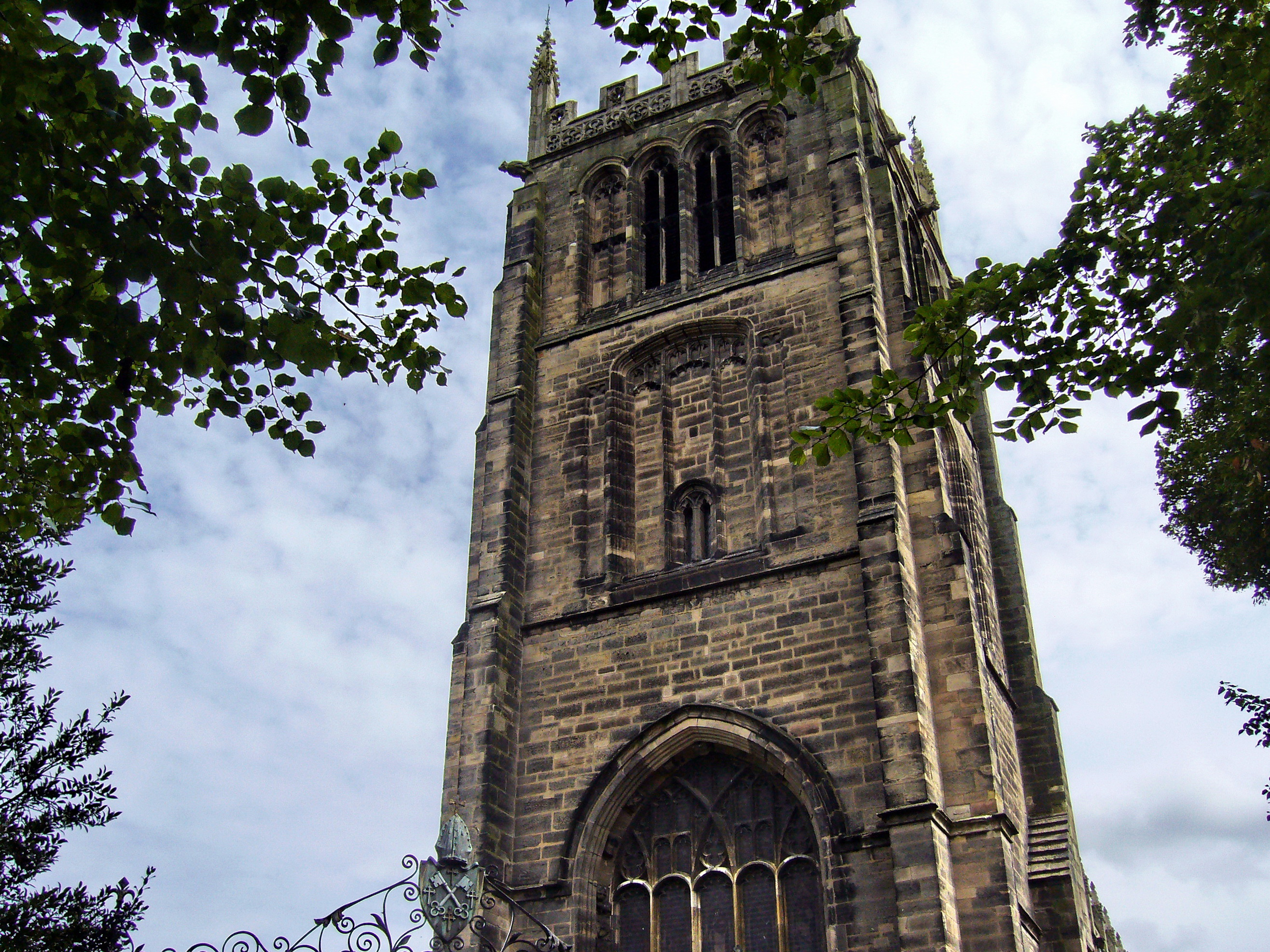
Wieża
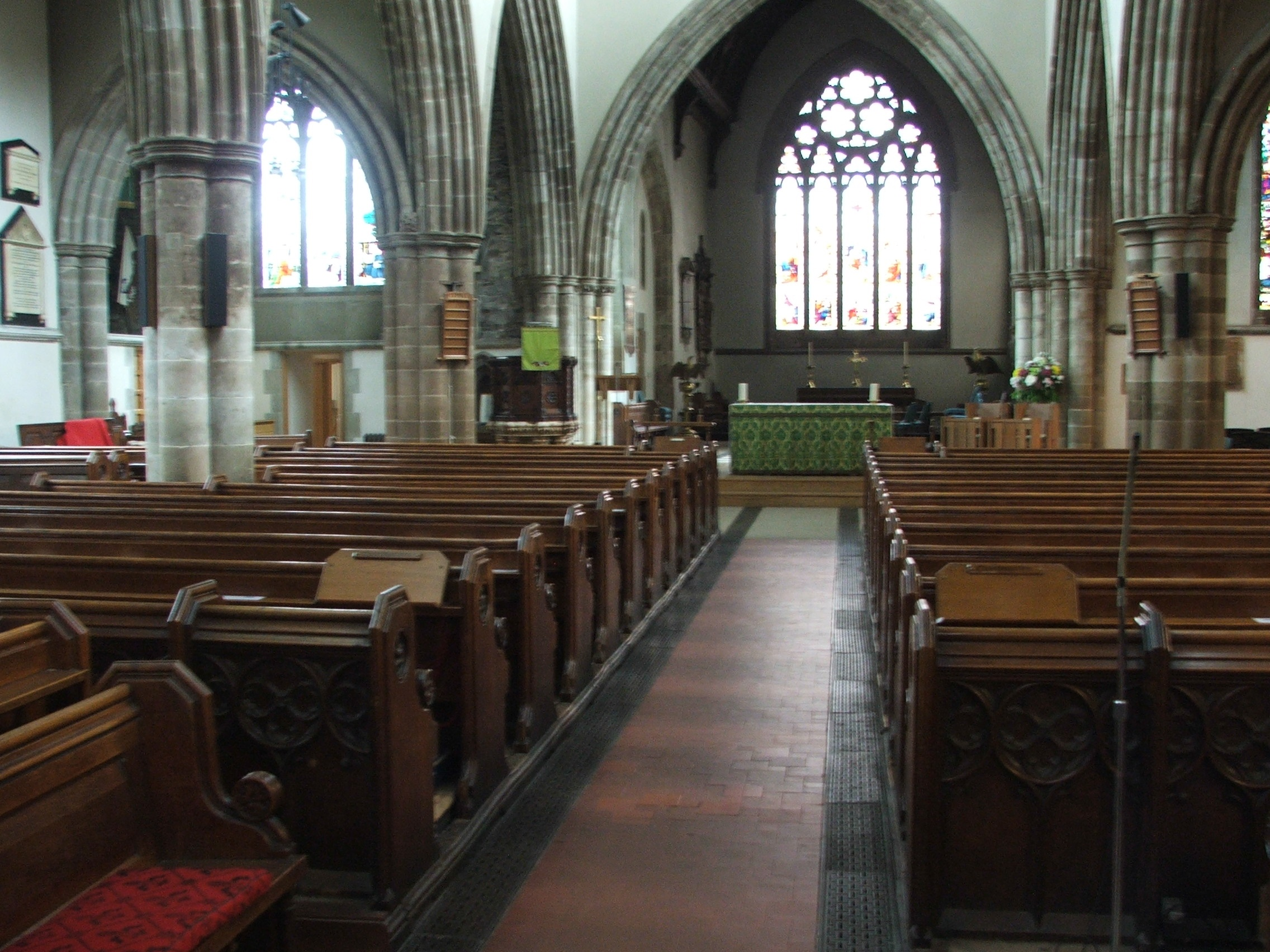
Wnętrze